# Joseph Fiennes
Joseph Alberic Twisleton-Wykeham-Fiennes (/faɪnz/; sinh ngày 27 tháng 5 năm 1970) là một diễn viên phim người Anh Quốc.

## Giải thưởng
| Năm  | Giải thưởng                               | Hạng mục                                                  | Đối tượng đề cử        | Kết quả   |
| ---- | ----------------------------------------- | --------------------------------------------------------- | ---------------------- | --------- |
| 1998 | Las Vegas Film Critics Society Awards     | Most Promising Actor                                      | Shakespeare in Love    | Đoạt giải |
| 1999 | BAFTA Awards                              | Best Actor in a Leading Role                              | Shakespeare in Love    | Đề cử     |
| 1999 | Blockbuster Entertainment Awards          | Favorite Male Newcomer                                    | Shakespeare in Love    | Đoạt giải |
| 1999 | Broadcast Film Critics Association Awards | Breakthrough Artist                                       | Elizabeth              | Đoạt giải |
| 1999 | Broadcast Film Critics Association Awards | Breakthrough Artist                                       | Shakespeare in Love    | Đoạt giải |
| 1999 | Chicago Film Critics Association Awards   | Most Promising Actor                                      | Shakespeare in Love    | Đoạt giải |
| 1999 | MTV Movie Awards                          | Best Breakthrough Male Performance                        | Shakespeare in Love    | Đề cử     |
| 1999 | MTV Movie Awards                          | Best Kiss (with Gwyneth Paltrow)                          | Shakespeare in Love    | Đoạt giải |
| 1999 | Screen Actors Guild Awards                | Outstanding Performance by a Cast in a Motion Picture     | Shakespeare in Love    | Đoạt giải |
| 1999 | Screen Actors Guild Awards                | Outstanding Performance by a Male Actor in a Leading Role | Shakespeare in Love    | Đề cử     |
| 1999 | Teen Choice Awards                        | Sexiest Love Scene (with Gwyneth Paltrow)                 | Shakespeare in Love    | Đề cử     |
| 2005 | Satellite Awards                          | Best Supporting Actor – Motion Picture                    | The Merchant of Venice | Đề cử     |
| 2018 | Screen Actors Guild Awards                | Outstanding Performance by an Ensemble in a Drama Series  | The Handmaid's Tale    | Đề cử     |